# Façade
Façade är en amerikansk långfilm från 1999 i regi av Carl Colpaert, med Eric Roberts, Camilla Overbye Roos, Angus Macfadyen och Brad Garrett i rollerna.

## Rollista
| Eric Roberts         | – Colin Wentworth  |
| Camilla Overbye Roos | – Caroline Kelner  |
| Angus Macfadyen      | – Frederic Colbert |
| Brad Garrett         | – Henry            |
| Joe Viterelli        | – Max              |
| Damian Chapa         | – Raul Belliard    |
| Daniela Amavia       | – Natassia         |
| Roger Guenveur Smith | – Henson           |
| Rain Phoenix         | – Terra            |
| Dawn Eason           | – Chloe            |
| Tom O'Brien          | – Bob Kelner       |
| Paige Adams          | – Monique          |